# Vaccinium lageniforme
Vaccinium lageniforme är en ljungväxtart som beskrevs av J. J.Smith. Vaccinium lageniforme ingår i Blåbärssläktet, och familjen ljungväxter. Inga underarter finns listade i Catalogue of Life.